# 10019 Wesleyfraser
A 10019 Wesleyfraser (ideiglenes jelöléssel (10019) 1979 MK7) a Naprendszer kisbolygóövében található aszteroida. Eleanor F. Helin és Schelte J. Bus fedezte fel 1979. június 25-én.

## Kapcsolódó szócikk
- Kisbolygók listája (10001–10500)